# Обсада на Солун (604)
Вижте пояснителната страница за други значения на Обсада на Солун.
Обсадата на Солун е опит на славянските племена да завладеят град Солун в 604 година.

## Обсадата
На 26 октомври 604 година, който е ден на Свети Димитър, 5000 славяни обсаждат покровителствания от него град. Според изворите славянските племена вече се стремят да завладеят и заселят Солун. Обсадата е кратка, като славяните разчитат на изненадващо нападение, но ромейският гарнизон и жителите на града се защитават упорито и племената са принудени да се оттеглят след ден.